# Montclar d'Urgell
Montclar, également connu sous le nom de Montclar d'Urgell, est un village dans la communauté autonome de Catalogne, province de Lérida, de la comarque d'Urgell

## Géographie
Sa vieille ville est géographiquement séparée de région d'Urgell et est située à La Noguera. Il est entouré par les municipalités d'Artesa de Segre au nord et à l'est, Preixens au sud et Foradada à l'ouest. Il peut être atteint par la route C-14, située à 25 km de Tàrrega, la capitale de la région. Le canal Urgell le traverse, en grande partie souterrain à travers la mine de Montclar. Le village est situé sur la crête de la chaîne de montagnes de Montclar, qui traverse la ville d'est en ouest.

## Lieux et monuments

### Château de Montclar

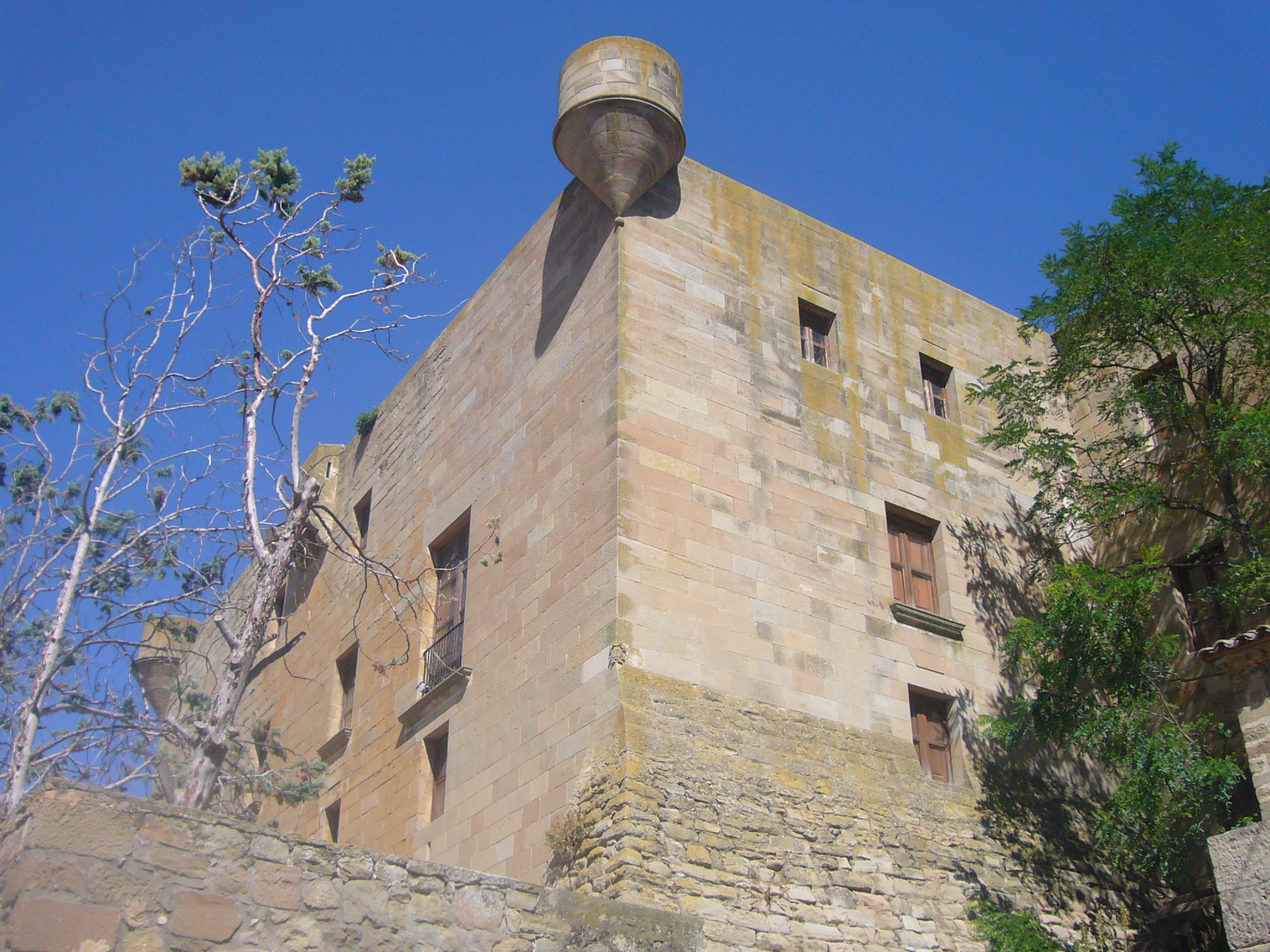
Angle sud-est del Castell de Montclar

Le majestueux Château de Montclar domine le village qui porte son nom. Le château est édifié sur les vestiges d'une ancienne tour de l'hommage romaine. Le château est documenté depuis l'année 981, ce qui le rend le plus ancien de la région. À l'intérieur, on peut encore observer une partie du mur qui formait la tour de l'hommage romaine du IIe siècle. La majeure partie du premier étage actuel du château a été construite au XIIIe siècle. Les étages supérieurs ont été remodelés après la reconquête chrétienne et montrent actuellement une élégante architecture de la Renaissance catalane, datant du XVIe au XVIIe siècle. Le château a été restauré en 1970, il a été déclaré Monument Historicoartistique de caractère national en 1979 et est actuellement ouvert aux visites tous les dimanches. Seulement six familles ont été propriétaires du château de Montclar depuis la reconquête chrétienne : les Tost (jusqu'en 1067), les Cabrera (1067-1179), les Ribelles (1179-1418), les Ponts (1418-1689), les Despujol (1689-1986) et les Miguel (depuis 1986).

### Église de Saint Jacques

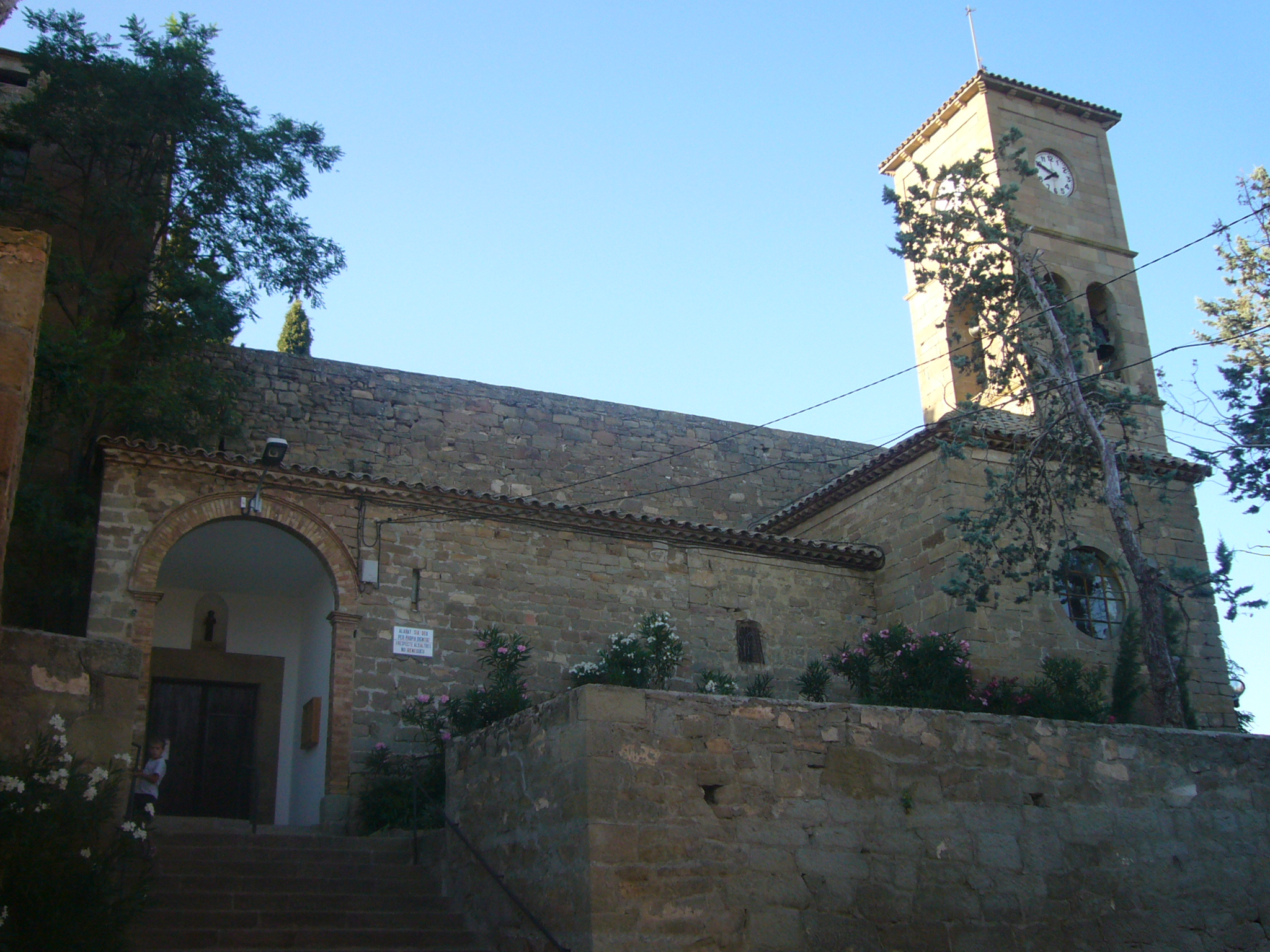
Angle sud-est del Castell de Montclar

L'église paroissiale de Saint Jacques est dédiée à Saint Jacques. Construite au XVIIe siècle, elle est de style baroque. Le bâtiment est en pierre, avec un autel principal et six autels latéraux. Une particularité qui la rend unique est la présence de deux tribunes, qui, contrairement à toutes les autres églises où elles sont placées de chaque côté, ici, elles sont placées l'une au-dessus de l'autre. La tribune supérieure, accessible uniquement depuis le château, permettait aux nobles de voir la messe sans se mêler aux classes inférieures. Actuellement, la messe y est toujours célébrée tous les dimanches, moment où l'on peut visiter l'intérieur.

### Tunnel de Montclar

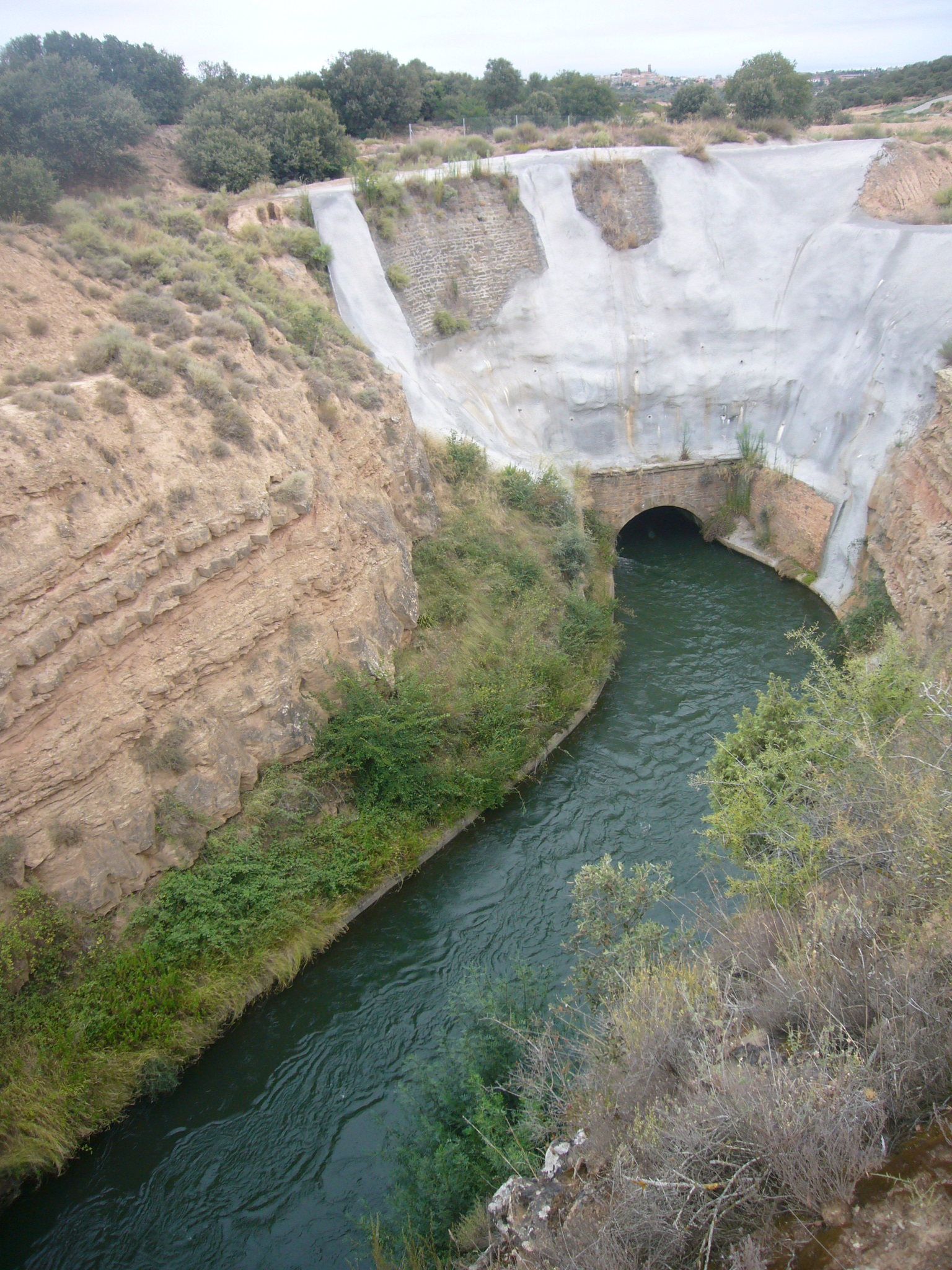
Angle sud-est del Castell de Montclar

À 160 m de profondeur et à une courte distance de la verticale du village, le canal d'Urgell traverse la chaîne de Montclar par un impressionnant tunnel connu sous le nom de Mina de Montclar. Le tunnel est entièrement rectiligne, avec une longueur de 4 917 m, une largeur de 5,15 m et une hauteur de 5,47 m. La mine a commencé à être construite en novembre 1853 et a été achevée en novembre 1861 grâce au travail de 150 animaux de trait et plus de 6 000 personnes, dont des architectes, des maçons, des ouvriers et surtout des prisonniers qui réalisaient de force les travaux les plus durs et dangereux. On estime qu'environ cinq cents d'entre eux sont morts pendant la construction et ont été enterrés dans une fosse commune au cimetière de Montclar. Pour cette raison, le cimetière est anormalement grand pour une population de cette taille. Pour faciliter le travail, 13 puits ont été creusés depuis la surface de la chaîne jusqu'au niveau approprié. Tout le travail a été fait à la main, à la fois pour creuser et pour enlever les débris avec plus de 500 charrettes. Pendant presque un siècle, ce fut le plus long tunnel et la plus importante œuvre hydraulique d'Europe. En 1977, des réparations ont été effectuées dans la partie centrale où l'eau avait formé de grandes cavernes dans la roche. En hiver, des excursions à pied à l'intérieur du tunnel sont organisées.

### Monolithe

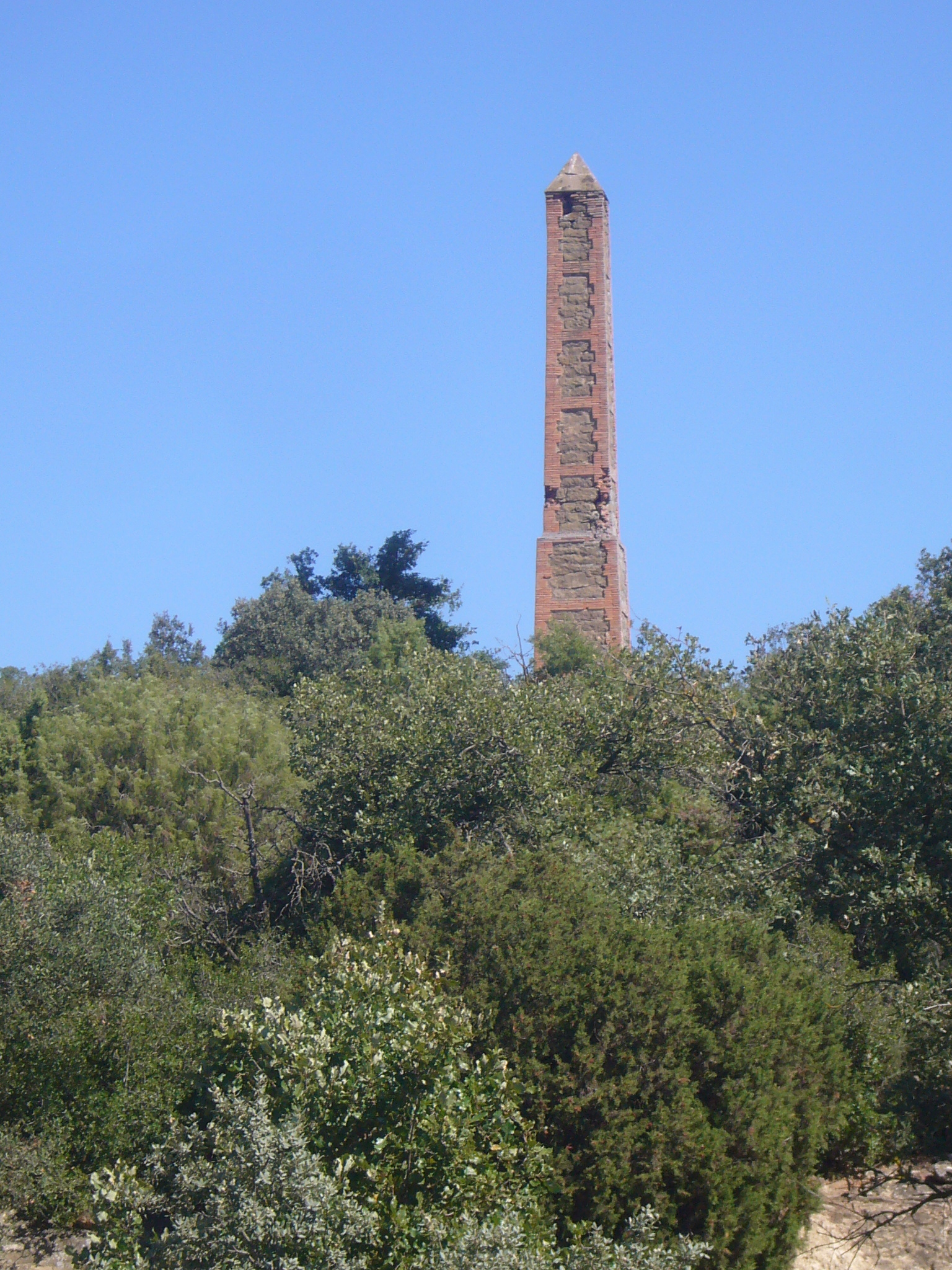
Angle sud-est del Castell de Montclar

C'est un monolithe construit au milieu de la mine, sur la chaîne de Montclar. Avec une hauteur de 12 mètres, il indiquait aux ouvriers la direction pour construire le tunnel en ligne droite. Actuellement, à sa base, on peut observer l'impact d'un obus reçu pendant la Guerre Civile espagnole.

### Four à pain communal

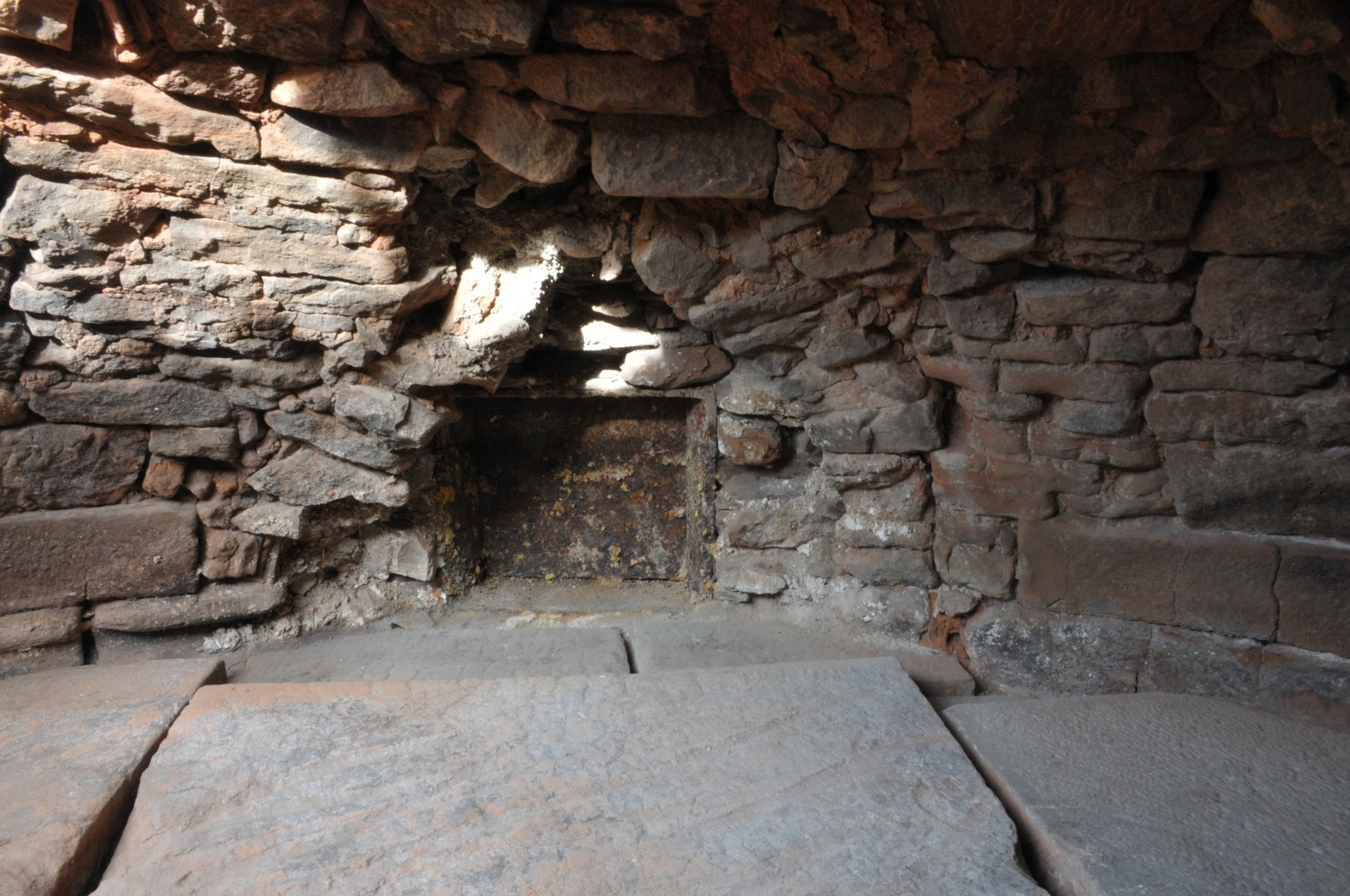
Angle sud-est del Castell de Montclar

Four à pain communal datant de la fin du XVIIIe siècle, disposant d'une chambre de plan circulaire d'environ 3,5 mètres de long. La base est construite avec de grandes dalles, bien travaillées et équarries, mesurant entre 120 et 80 centimètres, et la voûte a été construite avec de la pierre sableuse de taille moyenne en approximation de rangées. Le four a été enterré à la suite des bombardements de la guerre civile, il a été découvert lors de travaux en 2022 et a été restauré.

### Prison
Prison où résidaient les prisonniers pendant la construction de la mine de Montclar, actuellement seule une paroi subsiste.

### Mairie
La mairie a commencé à être construite en 1944 et a été inaugurée en 1949. Le bâtiment est en pierre, provenant de maisons en ruines à cause des bombardements des troupes nationales sur la population à la fin de la Guerre Civile espagnole en 1938. Il dispose d'un rez-de-chaussée, d'un étage et d'un demi-sous-sol. C'est une mairie dépendante, car actuellement Montclar est un village rattaché à la municipalité d'Agramunt, mais il a 1 maire et 4 conseillers municipaux. Depuis septembre 2007, la maire est Pilar Oriola Pujol. Entre 2007 et 2010, le bâtiment a été rénové, et actuellement, le rez-de-chaussée est utilisé comme local social, le premier étage comme salle d'actes et le demi-sous-sol comme local pour les jeunes du village.

### École
L'école a été construite en même temps que le bâtiment de la mairie. L'édifice était à l'origine divisé en deux pour séparer les garçons et les filles. Dans les années 1970, en raison de l'abolition de la loi interdisant les classes mixtes et de la réduction du nombre d'élèves, seule la partie autrefois destinée aux filles a été utilisée comme école mixte. La partie précédemment destinée aux garçons a été rénovée en 1993 et est actuellement utilisée comme cabinet médical. L'école est en désuétude depuis 2010, date à laquelle elle a été fermée par manque d'élèves et convertie en un local pour les enfants du village.